# 查尔斯·洛根
查尔斯·洛根（英語：Charles Logan）是美國電視劇《24》中的一個角色，由格里高利·艾辛（Gregory Itzin）扮演。在本劇的第四季，洛根时任美國副總統，在總統约翰·基勒遭受恐怖襲擊而嚴重受傷後，洛根宣誓為代理總統。後來正式成為美国总统（2008年－2009年），在位一年半，被CTU探员傑克·鮑爾推翻，因叛国罪被捕。雖然艾辛在外觀上酷似理查德·尼克松，本劇的創作者Joel Surnow在Rush Limbaugh主持的談話节目的訪問中，提到這這個外貌的相似純粹只是巧合。
艾辛因為飾演這個角色，而獲得2006年艾美獎最佳男配角的提名。

## 履历
洛根擁有普林斯顿大学的歷史学和藝術學士學位。
被选为副總統之前，洛根是共和党加州聯邦參議員。在这之前，他曾任加利福尼亚州副州長和加州州議會的众议员（聖巴巴拉代表）。
他先前是西部能源礦物和儲備的副總裁，後來成為首席执行官，並於該年獲得年度能源首席执行官（Energy CEO of the Year）的榮耀。在加入這家公司之前，他已經是太平洋核子能源集团的董事长。
在第五季开始时，洛根的妻子瑪莎提到，洛根在美國國會時經常會諮詢她的意見。這可能與他在加州議會的時間有關連，但是也留下一個他可能在華盛頓擔任眾議員的可能性。然而，這並未被確認過。

## 剧中经历

### 就任总统
第四季恐怖袭击高潮时，洛根在華盛頓特區。CTU發現到米彻·安德生（Mitch Anderson）上尉是一個為恐怖份子首腦哈比·馬旺工作的美國空軍駕駛员，并且偷取了一架隱形戰機意圖射下空軍一號。總統基勒連絡洛根，告訴他如果最壞情形發生，就把基勒当作是战争的普通牺牲者並且要繼續指挥国家战斗。洛根很明顯地对此事毫无准备，且有把握告诉基勒不會發生如此的情況。
不幸地，企圖使隱形戰鬥機失效或是及時說服駕駛員撤退的努力皆無效。隱形戰機被空軍一號的護衛機射下，但在之前安德生已經以空对空飛彈間接地擊中空軍一號。空军一号嚴重損毀迫降，總統的狀況無法馬上得知。雖然基勒總統尚還生還，但是他的傷勢非常嚴重需要立即的醫療照顧。由於基勒總統失去能力，內閣無異議地投票通過採用美國憲法第二十五修正案，決定洛根為代理總統，擁有總統所有全部的執行權力。
在宣誓之後，洛根立即就被他的一個資深顧問麥克·諾維克告知說，馬旺和他的手下設法獲取數個國家核子儲藏庫的密碼。當馬旺的手下企圖偷取核彈彈頭且成功地將他搭載於飛彈上發射時，联邦政府的軍隊——特別是位於洛杉磯的CTU——都不顧一切地追蹤馬旺的行跡。

### 領導力難題
不幸地，洛根馬上就證明了他對於壓力或繼任所承擔之嚴重威脅的重大責任並沒有任何準備。一個明顯的例子就是當CTU逮捕了一個為马旺工作的美國公民乔·普拉多（Joe Prado）。普拉多的特赦国际辯護律師為他的利益為由，不能以一個「莫须有」罪名起訴，就必须釋放。儘管CTU和麥克·諾維克堅持普拉多是他們跟马旺之間的唯一聯繫，以及是可以及時找到他的唯一希望，但洛根對繼續拘禁普拉多所要冒的政治風險很遲疑。
因為不願意在讓洛根下定決定前浪費寶貴的時間，CTU探員傑克·鮑爾說服他的上司釋放普拉多，然後傑克就自己展開行動，着手拷問普拉多直到他透露馬旺的隱藏地點之一。洛根對於杰克沒有經過他許可的行對感到憤怒，指派安全局去逮捕杰克。很不幸，他們到達時，杰克正展開捉捕馬旺的行動。他們的干涉中斷了任務，使得馬旺成功逃脫。
至少洛根一度公開承認他在控制這次危機之中的無能。諾維克建議聘任某些曾經在之前面對過相似的危機的专家，且有效勝任的人——如前總統大衛·帕默。
雖然洛根一開始接受帕默的建議，當幾小時過后，洛根发现大衛·帕默和麥克·諾維克在主導搜索馬旺的行動中扮演主動角色，而自己却逐漸地變成被孤立，可是他無法讓自己要求帕默離開。
最終CTU的部隊找出馬旺的位置。雖然他自殺以避免被擄獲，但是他們還是能夠使用他的裝備來追蹤飛彈，且在飛彈抵達它的目的地（洛杉磯）之前射下來。儘管洛根笨拙地處理這次事件，且渴望把責任丟給其他人承擔，但是洛根很快地就接受了這次的功勞和來自英国等外国政府的恭賀。他對於大衛·帕默唯一的認可僅是一個謙遜地「扮演了一個角色」之私下聲明。
洛根經常變得很緊張慌亂，且無法處理他公職上極大壓力的問題；在第五季他對他的妻子承認他不知會倚賴副總統霍爾·加德纳的意見和支持有多少。

### 中國危機
正當恐怖攻擊危機期間，帕默授權由傑克所帶領的一個CTU祕密行動，從中國駐洛杉磯總領事館中找出那位幫助馬旺的一名中國籍核武专家。在這次意外事件中，中國領事被中方领事保安开枪误殺。
中國官方最後把這次行動的關連追溯回傑克·鮑爾，且希望把他引渡回中國受审。洛根的安全助理沃特·康敏思指出把杰克所知道的一切交給中國政府將會非常的危險，因为杰克掌握着美国大量机密军事情报。他建議計畫將鮑爾謀殺身亡以避免這件事發生。儘管洛根在帕默和諾維克面前口頭拒絕了這樣的提議，但之後諾維克無意間聽到電話的交談——沃特·康敏思命令國安局探員去接傑克並且在移轉之前殺死他。
諾維克對大衛·帕默提出警告，而大衛·帕默告知洛根。洛根拒絕介入他們所證實的猜測，而卻是洛根所希望發生的事情。在對鮑爾提出他的處境之警告後，傑克和數個CTU中的同事做了一場很逼真的戲，讓鮑爾在嘗試逃脫時偽裝成似乎被殺死的樣子。鮑爾打算隱姓埋名過日子；而洛根相信狀況已經被控制住，也不知道事情的真相。

### “懦弱无能”
洛根在第五季依然是總統（基勒的命運仍然未知）。第五季開始時正在洛杉磯附近的總統别墅中工作。
洛根正與俄羅斯總統面會一同簽署反恐共同防禦協定。洛根把這項協定視為他總統任內最重要的政绩，不允許任何的阻挠。尽管他被大卫·帕默遇刺的消息嚇了一跳，但是堅持簽約仍然如期舉行。但很快一群俄罗斯的分離主義者攻擊附近的機場和脅持數十名人質，整個情況變得更複雜了。他們要求美俄兩國總統宣佈放棄協定的簽約，否則他們就要開始處死人質。洛根立即命令CTU安排營救行動。
另外一個麻煩來自洛根的妻子，第一夫人瑪莎·洛根。瑪莎堅信大卫·帕默在遇刺前一晚嘗試跟她連絡，警告她可能出現國家安全危機。洛根一方面同情她，但是也因為她的精神錯亂疾病史而不禁懷疑。他最後同意把她送到一處精神病康复中心。
CTU非常成功地營救了人質，且協定也如期簽約了。但是后来发现一個恐怖份子假裝是人質一员，設法把大量的神經毒氣運出机场並逃脫。而白宫幕僚长沃特·康敏思在不久之后被发现是导演了这一切的幕后指使。
緊接之後，沃特·康敏思坦然面對洛根且承認他涉入每一件所發生的事情，但是他堅持是為了更偉大的利益。他聲稱神經毒氣將會在威脅到任何美國或俄羅斯目標之前就會釋放。康敏思聲稱神經毒氣的威脅，會為美國擴展在中亞的外交和軍事影響力提供巨大的契機，且大大提高從外國獲取更多原油的能力。不過康敏思告訴洛根說監視著神經毒氣的美國探員已經不知去向，且即使是康敏思現在也無法阻止他。洛根非常地驚訝但對這樣的狀況卻也沒法子。
同時，隱姓埋名的傑克·鮑爾也出現，要找出是誰是刺殺帕默的幕后黑手。他發現康敏思有所牽涉，並且他知道的事情比告訴洛根的還多。在傑克說服特勤處探員艾倫·皮爾斯讓他去和總統直接對談之後，他把真相揭露給洛根知道。洛根及時命令逮捕康敏思。但是當政府的軍隊來到原本應該放置神經毒氣的位置時，他們發現神經毒氣已經不見了，且該美國探員已經死亡。很顯然恐怖份子已經發現了康敏思的計畫，先發制人了。
洛根讓傑克在CTU暫時復職，不過兩人都同意在這次危機過後傑克應再次隱姓埋名消失，因為中國仍然可能要求將他引渡。
洛根也在他的妻子離開别墅前阻止她。一開始因為洛根不信任她，而對她反應冷淡。不過兩人很快就和好，且針對康敏思的叛國行為起草一份公開聲明，可是在麥克·諾維克通知他們說康敏思被發現「自殺身亡」後，這份聲明的起草被打斷了（但是康敏思事實上並非自殺，而是洛根或共謀者要除去康敏思來避免這份公開聲明的公佈）。洛根因此決定反對發表公開康敏思叛國行為的聲明，避免政治上的拖连。
之後接著，由伊恩·俄维奇（Ivan Erwich）所領導的恐怖份子拿了一桶神經毒氣進到洛杉磯的一间購物中心。比爾·布坎南和林恩·麥吉爾懇求洛根允許他們坐視恐怖份子在購物中心釋放毒氣，虽然有可能殺死900多人，不过他們希望可以藉此抓到恐怖份子和找到其他19筒的神經毒氣。儘管奧黛麗·瑞恩斯和瑪莎·洛根懇求他不能作此決定，不過他思量一番之後還是依照CTU主管的建議。由於傑克·鮑爾不忍看著孩子們被殺，而祕密行動介入，使得很多人免於一劫，事件中只有11人被殺死。雖然洛根的壓力減輕了，但是對於這些死者的責任他則並不否認。
緊接著之後，俄羅斯的分離主義者首領弗拉基米爾·比爾科強迫洛根做一個很關鍵的決定；交出俄羅斯總統的車隊路線，或者是冒著在美國本土釋放剩下19罐神經毒氣的危險。在與他的妻子和顧問討論數分鐘之後，洛根終於決定把車隊路線提供給恐怖份子。然而，當車隊出發時，洛根的妻子卻突然加入車隊。洛根對於要不要把車隊召回的決定表現得很痛苦，並且與麥克·諾維克一起祈禱，希望俄羅斯總統夫妇，以及他的爱妻不會被恐怖分子所殺死。在千鈞一髮之際車隊收到CTU的警告通知，雖然恐怖份子實行了突襲，但是俄羅斯總統夫婦和瑪莎都安然無恙。恐怖份子的計劃落空，決定中斷他們和美國政府的約定，開始以美國公民為目標。在这之後，洛根的政敌，副總統霍爾·加德纳來探視他，他建議洛根實行戒嚴令直到恐怖份子被全部消灭。在晚上8:05時，洛根签署实施戒嚴令。

### 阴谋败露
晚上11:00，傑克与前白宫幕僚长、大衛帕默的弟弟偉恩·帕默联手救出被绑架的第一夫人女助手伊芙琳·馬丁（Evelyn Martin）的小女儿之后，她直指查尔斯·洛根即应该对所有恐怖活动负责的元凶。
随后电视镜头顯示出洛根妥善安排（或者是至少允許）了恐怖分子头目克里斯多夫·韓德森的所有行動。查尔斯·洛根總統與对前總統大衛·帕默、蜜雪兒·戴斯勒探员以及東尼·艾美達探员的暗殺有關，並且企圖暗殺正在尋找證據來確定白宮有涉入他哥哥的死亡的偉恩·帕默。他也授權韓德森捏造證據使傑克要為大衛·帕默的死負責。此外，他透過韓德森安排了在安大略機場的人質危機給恐怖份子時間去奪取Sentox毒氣罐。
洛根在大約晚上11:05時候警告韓德森：該天的事情已經完全走了樣，他從來沒有意思要讓恐怖份子在美國使用毒氣罐或使無辜的美國人喪生。事實上，洛根的動機是與沃特·康敏思、詹姆仕·奈森那些人一致的——都是為了增加美國在中亞的利益而消滅俄羅斯分裂主義者。
有件事情無法得知的就是洛根在康敏思承认他自己幫助恐怖份子取得Sentox神經毒氣時變得很憤怒。如果洛根事實上是這個神經毒氣陰謀的主謀者，他應該會知道康敏思有牽扯進來。他指控康敏思殺死了大衛·帕默，但事實上，洛根命令了克里斯多夫·韓德森去捏造證據陷害傑克為兇手。然而，可以假設洛根在發現康敏思的意圖時是刻意表現出虛構的憤怒，而他利用韓得森來使他自己從可能涉入該起陰謀中隔絕開來，因此在當時甚至是康敏思也完全不知道洛根有所牽涉，如果在康敏思的叛國行動時表現出不是憤怒之外的其他舉動有可能會接露出洛根他自己的底牌。
恐怖份子的威脅最後在晚上10:00之前被CTU所基本削除時，洛根把他所有的注意力轉為消滅他跟當天事件有關的所有證據。很明顯地，洛跟命令韓得森阻止傑克和偉恩·帕默取得一卷能夠揭露出他涉入大衛·帕默之死的錄音帶。伊芙琳琳·馬丁的幫助而使那卷錄音帶放在銀行的安全金櫃中。
洛根打電話給在CTU的凱倫·海耶斯，通知她說他正在簽發一張因為謀殺大衛·帕默要逮補鮑爾的逮捕令。當海斯質問到這張逮捕令的理由，洛根聲稱說他有新的“證據”且在傑克被收押監禁之後會公開揭露出來。
在這小時之後，洛根企圖安撫負責監督CTU處理恐怖份子為機的副總統霍爾·加德纳。加德纳聲稱傑克·鮑爾是一位英雄，但是洛根再一次堅持有新的證據牽扯到鮑爾。他告诫加德纳不要去懷疑他的權威。
韓得森和他的手下企圖在銀行的出口殺掉傑克·鮑爾和偉恩·帕默。但是鮑爾觸動銀行的警鈴，把洛杉磯警局和軍隊帶到銀行來，與韓得森的手下發生槍戰，使得傑克和偉恩·帕默有機會取得錄音帶並且逃入一輛警車逃走。接著傑克往范奈斯機場去並且把錄音帶轉交給國防部長詹姆斯·海勒，意圖把洛根弄下台。
透過在CTU的國土安全部，洛根得知傑克正在機場。正當韓德森前往機場的途中，海勒與總統聯繫並且警告總統說他將會馬上到避難所去。在海勒揭發洛根的滔天罪状，但是要求他立即借故辞职，这样对国家和对双方都有好处，洛根不得不就范。正当洛根打算签署辞职声明，并招来加德纳移交权力时，韓德森及時抓住了奧黛麗並且威脅逼迫傑克交出錄音帶，關鍵時刻韓德森提醒洛根證據已經取回。洛根接著告訴加德纳說召見他來的原因是因為海勒因為錯誤地控告總統殺死大衛·帕默而要辭職。

### 黯然下台
後來，其中一名幕後主腦格雷·鮑爾（傑克·鮑爾兄长）在屏幕現身。他命令洛根讓知道太多事情的瑪莎安靜下來。洛根向瑪莎承認他與大卫·帕默的死有關並且懇求她為了國家的利益繼續保持沈默。是时，傑克·鮑爾挾持一架波音727飛機，飛漲的副駕駛正是持有錄音帶，洛根最後一次嘗試控制早已失控的局面。格雷·鮑爾偽造機上的VCI訊號（恐怖分子劫机并可能撞上地上目标物的讯号），給予洛根有將飛機射下來的藉口。他開始表現得好像很不情願需要這樣做，但是當飛機要降落時，他十分著急地卻命令立即擊落飛機，導致麥克·諾維克的懷疑。在飛機降落之後傑克也逃走了，洛根與格雷·鮑爾最後結論是洛根必須自殺，不能面對審判。洛根一開始來到瑪莎的房間，向她道歉並請求原諒。她向洛根說她很害怕嫁給了他。洛根沮喪地回到自己的辦公室打算扣下板機。突然之間他接到一通來自凱倫·海耶斯的助手麥爾斯·帕帕齊安的電話，他說他可以介入並且阻止錄音帶播放給司法部長。洛根告訴麥爾斯·帕帕齊安他核准這項行動並且一定会提升他。洛根接著掛掉電話，將手槍放回他的盒子中。
接著他通知凱倫·海耶斯他取消了對傑克·鮑爾的通緝令。企圖想要當他在外時候將他消滅掉。洛根同時也去見亞倫·皮爾斯，他在好幾小時之前要和瑪莎見面時被洛根人马抓住虐打。洛根用很多好处向他诱降，甚至承诺给与他除总统外的任何官职。皮爾斯拒絕洛根的任何協議，請稱他為“政府的恥辱”。洛根命令亞當斯（Adams）探員殺死皮爾斯。
瑪莎幫助皮爾斯逃脫並且與麥克·諾維克取得聯繫。他告訴瑪莎去拖延洛根直到鮑爾抵達來劫持海军一号直升机。她照做了，讓傑克·鮑爾綁架洛根且嘗試從他身上做沒有結果的招供。然而，總統所不知道的是傑克在搜身時在他身上的筆放置了微型收發器。後來洛根獲救後並且抵達運送大衛·帕默遺體的空軍基地。當大衛·帕默的棺材運抵，瑪莎公開地指控他的丈夫並且稱他是殺人兇手。洛根與瑪莎進到室內並且甩她一巴掌，对她咆哮，期间話語足以证明他涉入大衛·帕默的刺殺和掩蓋謀殺的事實。而装在洛根的鋼筆上的微型收發器發送到安全部門的傳輸皆為知會凱倫·海耶斯和比爾·布坎南。在洛根發表他對於大衛·帕默所充滿謊言和虛偽的頌文之後，他馬上被司法警察收押監禁，並且怒眼瞪視瑪莎·洛根和麥克·諾維克，在進入車子前變得一臉挫敗樣。當傑克被程志為首的中國探員抓走之後，洛根的共犯仍然在逃。

### 软禁
查尔斯·洛根被逮捕後，尽管罪大恶极，但是鉴于其总统身份的特殊性，只是给与他永久软禁。夫人玛莎·洛根也毅然与他离婚。洛根在洛杉矶市郊的一所别墅里被软禁了20个月，半步不能外出。期间洛根疏于打理自己的外表，使他在第六季露面时头发蓬乱，留著鬍鬚。不过从第六季看来，洛根在这一年多时间里，专心研读神学和《圣经》，潜心忏悔自己的罪过，一心要弥补自己对国家造成的灾难。

### 救赎
第六季核弹危机笼罩全美国，而當傑克發現他的父親菲利普·鮑爾涉入大衛·帕默的刺殺陰謀之後，他勇敢地面對著菲利普。緊張地對峙一段時間後，菲利普無聲息地逃走了，留下了手機且上面留有某個電話號碼的指示。
杰克拨通电话之后，之后电话另一边的就是从前的宿敌查尔斯·洛根。洛根同意協助尋找德米特里·格列登科（前蘇聯將軍，因為知道菲利普·鮑爾有涉入暗殺陰謀而向他敲詐，因而獲取得到核子武器）。洛根指示傑克到位於洛杉磯的家中進一步詳談。
杰克乘坐直升机来到洛根的别墅。洛根向杰克说自己已经完全改过自身，现在他只想通过帮助杰克来完成数罪；而且他透漏格列登科的其中一名支持者是现任俄罗斯驻洛杉矶大使安纳托利·马可夫（Anatoly Markov），马可夫在第五季时的Sentox神经都起阴谋中扮演着重要角色，当时洛根也是跟他合作的。要撬开他的口，用官方正当途径不行，必须要洛根亲自出马。洛根与伟恩·帕默总统通过电话，获得总统授权之后，在杰克的陪同下前往俄罗斯领事馆。
在出发前，洛根认真整理自己的仪表着装，他对着镜子吟念《圣经》中的一句话：
You brought me out of a horrible pit. Set my feet upon a rock. And established my goings. One step at a time, Charles. One step at a time.
在大使馆，洛根威胁马可夫除非他肯帮助美国政府寻找格列登科，否则会把他的罪证交给俄罗斯的尤里·苏瓦洛夫总统，但是马可夫坚持他对格列登科一无所知。在从洛根口中确认马可夫在说谎之后，杰克决意只身闯入大使馆对马可夫逼供。杰克在大使馆内被俄罗斯人员追捕，这件事酿成了一场国际事件。CTU打算武力攻占大使馆捉拿马可夫，但是尚未获得美俄任何一方的批准。
洛根打算让他的前妻玛莎·洛根出马打电话通知苏瓦洛夫总统，告诉他马可夫是个叛徒。碍于玛莎与苏瓦洛夫夫妇的深厚情谊，应该会奏效。洛根马上感到玛莎所住的疗养院，但是玛莎始终不肯相助，在洛根和玛莎的男友亚伦·皮尔斯的努力劝说下，玛莎的态度才终于有所改变。但是玛莎的精神状况极不稳定，她突然间来了情绪一刀插进洛根的胸部，并大骂他是杀人犯、凶手。在玛莎平静下来后，她迅速致电俄罗斯，令到事件圆满解决。但是查尔斯·洛根却还在送到医院途中，情况危殆。洛根最后的画面是他使劲喘气叫着前妻玛莎的名字。

### 第八季
查爾斯·洛根在第八季中，於第17集（上午8:00至9:00）首次出現，並表示要協助現任總統艾莉森·泰勒（Allison Taylor）使打算在卡密斯坦（片中虛構的中東國家）總統歐瑪·哈桑（Omar Hassan）遇刺後退出和平協議的俄羅斯政府從回談判桌上。莫斯科方面並不相信卡國新任總統黛莉亞·哈桑（Dalia Hassan，哈桑總統遺孀）能夠勝任，因此希望能退出。同時也是在這一集中，確定了洛根得到了丹尼爾總統（President Daniel）的特赦。
在第21集（中午12:00至13:00）中，傑克·鮑爾在嚴刑拷打刺殺蕾妮·沃克（Renee Walker）的殺手帕佛·托卡瑞夫（Pavel Tokarev）之後，從其手機的通話紀錄中得知洛根參與了掩飾俄方涉入哈桑總統命案的政府行動。
在第21集（下午13:00至14:00）中，傑克襲擊了洛根的私人衛隊，並將之綁架，在盤問洛根下令者身分時甚至還以死威脅。洛根供出了俄國代表團團長諾華科維奇（Novakovich）的名字。鮑爾在勒昏洛根十五分鐘後就殺了諾華科維奇，而洛根直到本集結束時都躺在擔架上。
最後查爾斯羅根舉槍自盡，搶救中，若搶救順利，腦部功能將仍然嚴重受損

## 角色
格里高利·艾辛成功逼真地扮演了查尔斯·洛根这个看似“懦弱无能”的美国總統——无法快速果断决策、经常很迷茫、对决策总有猜疑和顾虑、极度依赖幕僚的建议......但是当洛根总统大反派的真面目呈现眼前时，又变得极为奸诈、险恶、无耻。由此可以看出洛根总统先前表现出来的“懦弱”仅仅是掩人耳目所需，实际上是一个极具头脑和智慧的政客。在真實的生活中，艾辛總是因為他對於這樣一個的深刻塑造而備受推崇。
第五季裡面揭露出洛根事實上是一個对现实的重现，劇中的執行製作人Evan Katz說該總統一人隱藏了巨大的祕密，並且對於他要如何表現他自己的方面有點小聰明。杰克·鲍尔的演員基弗·萨瑟兰也強調像洛根這樣被低估的人往往可能變得非常危險，因為通常他可以用任何形式来作掩飾。
另外也有多次被強調的是，艾辛的角色的確与理查德·尼克松有很多相似点（如：都做过严重违宪犯罪行为，且是唯一在任內辭職的美國總統）。

## 洛根的內閣與幕僚
- 副總統：浩尔·加德纳（第五季）
- 國務卿：（僅在第四季有出现）
- 國防部長：詹姆斯·海勒（第四、五季）
- 国家安全顾问／幕僚長：沃特·康敏思（第四、五季）
- 白宫資深顧問／幕僚長：麦克·诺维克（第四、五季）